# Šoporňa
Šoporňa (ungarisch Sopornya) ist eine Gemeinde in der Westslowakei mit 4032 Einwohnern (Stand 31. Dezember 2024), die zum Okres Galanta, einem Teil des Trnavský kraj liegt.

## Geographie

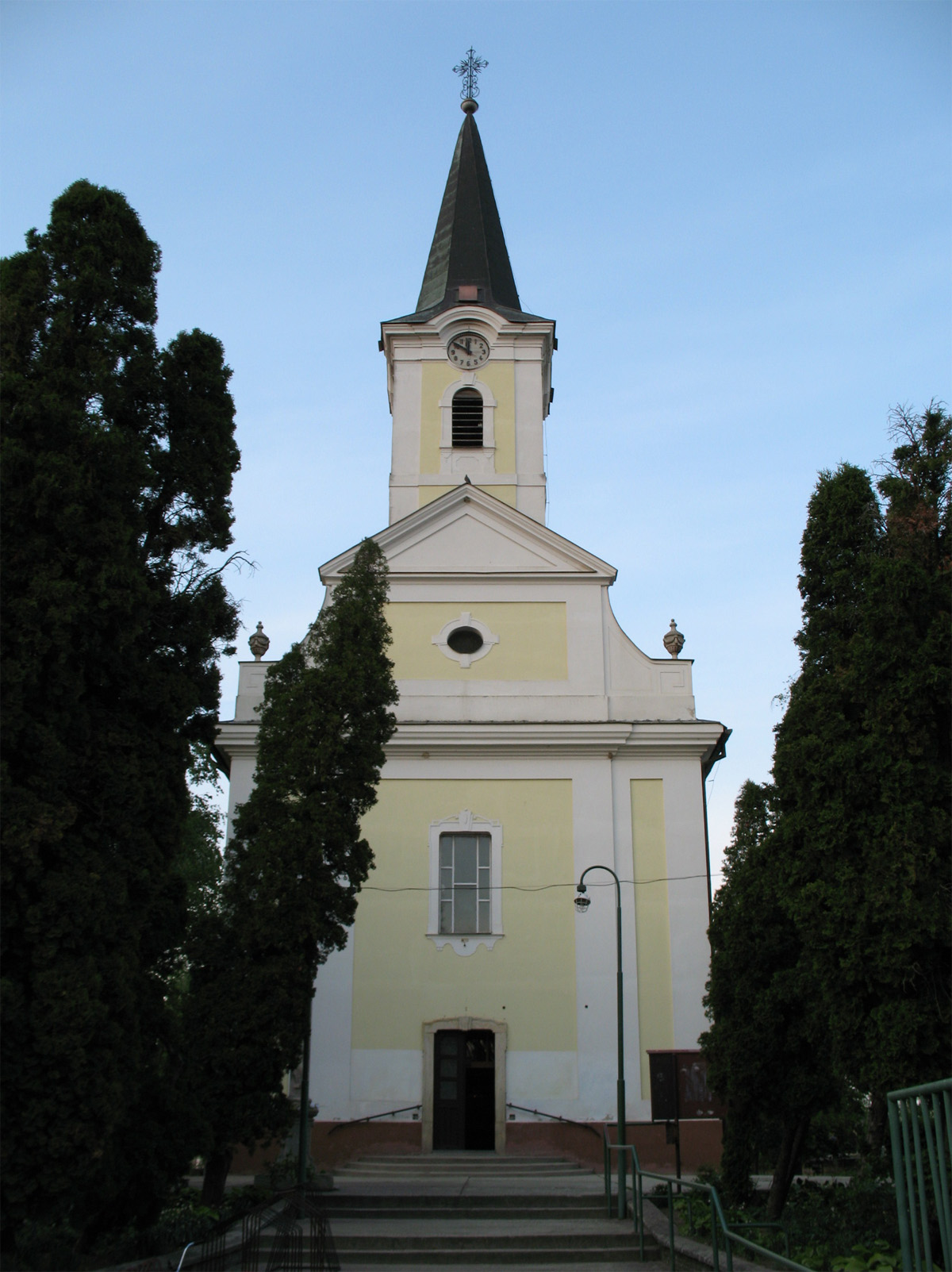
Kirche in Šoporňa

Die Gemeinde befindet sich im slowakischen Donautiefland beim Stausee Kráľová (vodná nádrž Kráľová), durch deren Waag fließt, zwischen den Städten Sereď (9 km) und Šaľa (13 km), etwa auf halbem Weg zwischen Trnava und Nitra (Schnellstraße R1).
Zur Gemeinde gehört die südlich gelegene Siedlung Štrkovec.

## Geschichte
Der Ort wurde 1251 erstmals als Supruni erwähnt.
Im Ort gibt es eine Kirche aus dem Jahr 1770 und eine klassizistische Kapelle der Hl. Anna aus dem Jahr 1750.

## Bevölkerung
| Jahr                | 1994 | 2004    | 2014    | 2024    |
| ------------------- | ---- | ------- | ------- | ------- |
| Anzahl der Personen | 4000 | 4149    | 4171    | 4032    |
| Unterschied         |      | +3,72 % | +0,53 % | −3,33 % |

| Jahr                | 2023 | 2024    |
| ------------------- | ---- | ------- |
| Anzahl der Personen | 4079 | 4032    |
| Unterschied         |      | −1,15 % |